# Cratère Kauhakō
Le cratère Kauhakō, en anglais Kauhakō Crater, est un cratère volcanique des États-Unis situé à Hawaï, sur l'île de Molokai, au centre de la péninsule de Kalaupapa.